# Tunnerminnerwait
Tunnerminnerwait (vers 1812–1842) est un aborigène d'Australie connu pour ses actes de résistance contre l'occupation coloniale de son territoire, actes qui lui ont valu une condamnation à mort. Membre du clan Parperloihener de Tasmanie, il est également connu sous les noms de Peevay, Jack of Cape Grim, Tunninerpareway ; le fonctionnaire colonial d'origine britannique George Augustus Robinson l'appelait pour sa part Jack Napoleon Tarraparrura.
Il a d'abord servi de guide à George Augustus Robinson avant de se retourner contre les colons, et de mener contre eux une guérilla au sud de Melbourne, attaquant des colonies blanches, mettant le feu à plusieurs fermes, échappant aux forces de l'ordre pendant deux mois.
Une commémoration annuelle le 20 janvier à Melbourne associe son nom à celui de Maulboyheenner, son compagnon aborigène, autre «combattant de la liberté» («Freedom Fighter»), avec lequel il est mort dans le cadre de la première exécution publique dans l'Etat australien de Victoria

## Milieu familial
Tunnerminnerwait est né à Robbins Island (Tasmania) (en) en Tasmanie en 1812. Il était le fils de Keeghernewboyheener. Tunnerminnerwait appartenait au clan Parperloihener de la nation aborigène du Nord-Ouest en Tasmanie Son nom signifie "oiseau d'eau".
Tunnerminnerwait parlait bien l'anglais ; il mesurait 1m71 Il était également connu sous le nom de Peevay (Pevay), Napoléon, Jack of Cape Grim, Jack Napoleon Tarraparrura et Tunninerpareway. Sa femme, Planobeena (Fanny), était la sœur du chef aborigène et combattant de la liberté Eumarrah (en).

## Relations avec des colons

Tasmanie (en rouge au sud-est de l'Australie

Les relations entre les aborigènes habitants l'île de Tasmanie, où a grandi Tunnerminnerwait, et les colons, étaient empreintes d'hostilité. La Tasmanie était la deuxième zone de peuplement européen en Australie après Sydney Cove. Un premier massacre d'Autochtones de Tasmanie a eu lieu à Risdon Cove (en) en 1804 : les troupes ont tiré sur un groupe d'aborigènes, parmi lesquels des femmes et des enfants. Les affrontements entre les peuples autochtones et les colons étaient courants.
Le massacre de Cape Grim (Cape Grim massacre (en)), le 10 février 1828, eut plus d'écho que les autres. Selon l'historien Lyndall Ryan (Université de Newcastle), «Tunnerminnerwait avait été témoin du massacre de Cape Grim en 1828 à l'âge de 11 ans, et a vu nombre de ses concitoyens tués lors de cet événement».

## Relation avec Georges Augustus Robinson

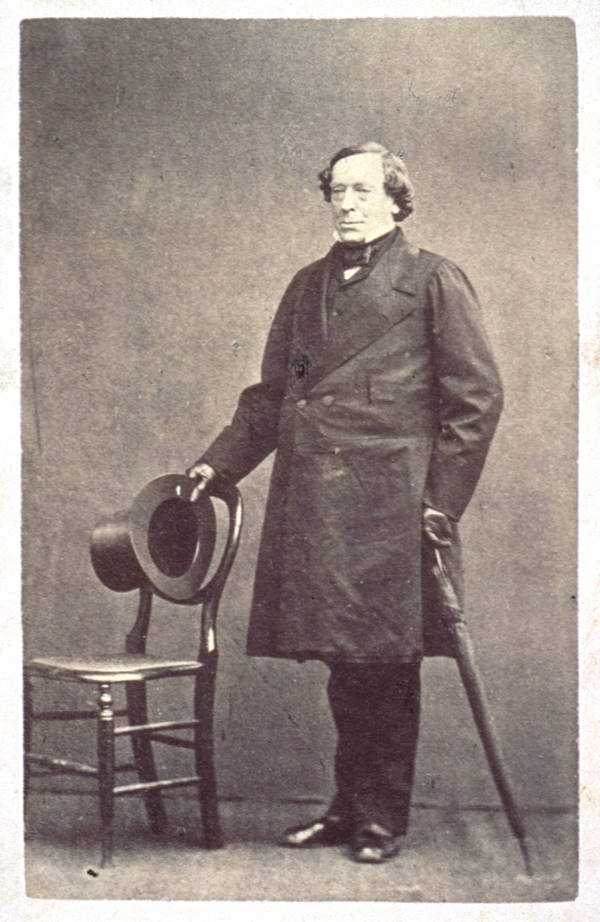
George A. Robinson

Tunnerminnerwait rencontre pour la première fois le fonctionnaire colonial d'origine britannique George Augustus Robinson, protecteur en chef des aborigènes, qui jouera un grand rôle dans sa vie, à Robbins Island, en juin 1830. À son époque, Robinson est considéré comme un bienfaiteur (do-gooder), typique de l’époque victorienne, un pacificateur aux vues humanitaires. Le rôle de Robinson est maintenant jugé négativement, en particulier par la communauté aborigène actuelle. G.A. Robinson a établi une petite communauté, dotée d’une église, qu’il a baptisée « Point Civilisation ». La plupart des Aborigènes qui y vivaient y ont été déplacés sous divers prétextes de leur région d’origine en Tasmanie. « Point Civilisation » est parfois décrite comme une usine sociale dont l’objectif était de transformer de prétendus «sauvages» en chrétiens.
Tunnerminnerwait travaille pour G.A. Robinson comme guide lors d'expéditions autour de l'île de 1830 à 1835. En octobre 1835, Tunnerminnerwait se rend avec Robinson à Flinders Island, une colonie où la population autochtone restante fut déportée.
Robinson a parlé de Tunnerminnerwait  comme d'"un jeune homme extrêmement volontaire et industrieux", qui était "gros et bien fait, de bonne humeur, et accomplissait un travail égal à celui de n'importe quel homme blanc" . Un portrait de Tunnerminnerwait a été peint par l'artiste déporté Thomas Bock (en) entre 1831 et 1835. Il a été publié dans l'Histoire de la Tasmanie de James Fenton.

## Séjour à Melbourne
Tunnerminnerwait et son épouse Planobeena font partie des seize aborigènes de Tasmanie que George Robinson amène à Melbourne en 1839 pour qu'ils l'aident à «civiliser» les «noirs» (aborigènes) de l'Etat de Victoria lorsqu'il devient le protecteur en chef des aborigènes à Port Phillip,.
Tunnerminnerwait accompagne George Robinson lors d'une grande tournée dans le district ouest de mars à août 1841 ; ils recueillent alors des témoignages concernant la violence sur les frontières dans le district ouest. Ils enquêtent sur le massacre de Convincing Ground (Convincing Ground  massacre (en)) au cours duquel entre 60 et 200 membres d'un clan Gunditjmara ont été tués par des chasseurs de baleines à Portland Bay.
Par la suite Tunnerminnerwait s'évade avec plusieurs compagnons du camp de Georges A. Robinson à Melbourne.

## Entrée en résistance

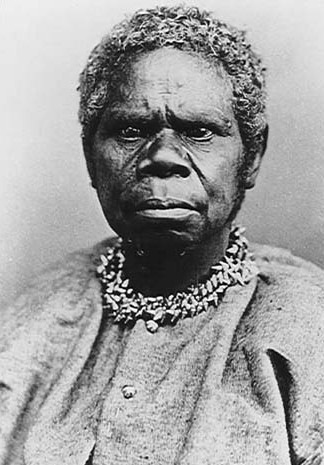
Truganini (une des cinq personnes arrêtées), en 1866

En septembre 1841, Tunnerminnerwait (Peevay), sa compagne Planobeena, (Fanny), Truganini, Timme, et un cinquième aborigène mènent une guérilla pendant huit semaines contre la colonie européenne dans la région de Port Philip. Ils volent deux fusils et des munitions dans la hutte d'un colon à Bass River. Ils pillent des stations de Dandenong dans les districts de Western Port et de South Gippsland à la périphérie de Melbourne au cours des sept semaines suivantes. Ils blessent quatre hommes blancs et en tuent deux.
Il a fallu trois expéditions militaires pour réussir à les capturer, avec l'aide de la police autochtone nouvellement constituée. Les cinq ont été arrêtés en novembre 1841 à Powlett River.

## Procès et jugement
Ils comparaissent devant le juge Willis le 20 décembre 1841 à Melbourne, accusés de meurtre. Les cinq ont été défendus par Redmond Barry (en), du Conseil permanent de défense des aborigènes. Redmond Barry remet en question le fondement juridique de l'autorité britannique sur les aborigènes qui n'étaient pas considérés comme des citoyens et affirme que les preuves sont douteuses et circonstancielles. Aucune des cinq personnes inculpées n'est autorisée à témoigner devant le tribunal.
La Cour suprême déclare les deux hommes, Tunnerminnerwait ("Jack Napoleon Tarraparrura") et Timme ("Robert Timmy Jimmy Small-boy") coupables du meurtre des deux chasseurs de baleines, Cook et Yankey à Western Port le 6 octobre 1841 Tunnerminnerwait aurait déclaré qu'"après sa mort, il rejoindrait son père au pays de Van Diemen et chasserait le kangourou".
Les trois femmes Truganini, Pyterruner et Planobeena sont déportées à Flinders Island.

## Exécution
Avec Timme, Tunnerminnerwait a été exécuté pour meurtre le 20 janvier 1842. Il s'agissait des premières exécutions publiques à avoir lieu dans le district de Port Phillip, la colonie connue sous le nom de Melbourne.
Le jour de la pendaison, 5000 personnes de la Melbourne coloniale se sont rassemblées aux coins de Bowen Street et de Franklin Street pour assister à l'exécution. Le gouvernement a voulu donner un exemple qui dissuade des aborigènes de commettre de nouveaux actes de désobéissance civile. Des membres de la communauté aborigène ont dû assister à la scène macabre

« Tunnerminnerwait et Maulboyheenner ont été les premières personnes à être pendues par le gouvernement dans le district de Port Phillip, en 1842. Au total, six personnes ont été pendues cette année-là. Les six pendaisons de 1842 restent les seules exécutions publiques approuvées par la justice dans l'histoire de Melbourne, ce qui leur confère une importance historique particulière »

— Clare Land, Tunnerminnerwait and Maulboyheenner: The involvement of Aboriginal people from Tasmania in key events of early Melbourne
Tunnerminnerwait et Maulboyheenner ont ensuite été enterrés dans une tombe anonyme sur un site qui abrite aujourd'hui le Queen Victoria Market

## Mémoriaux

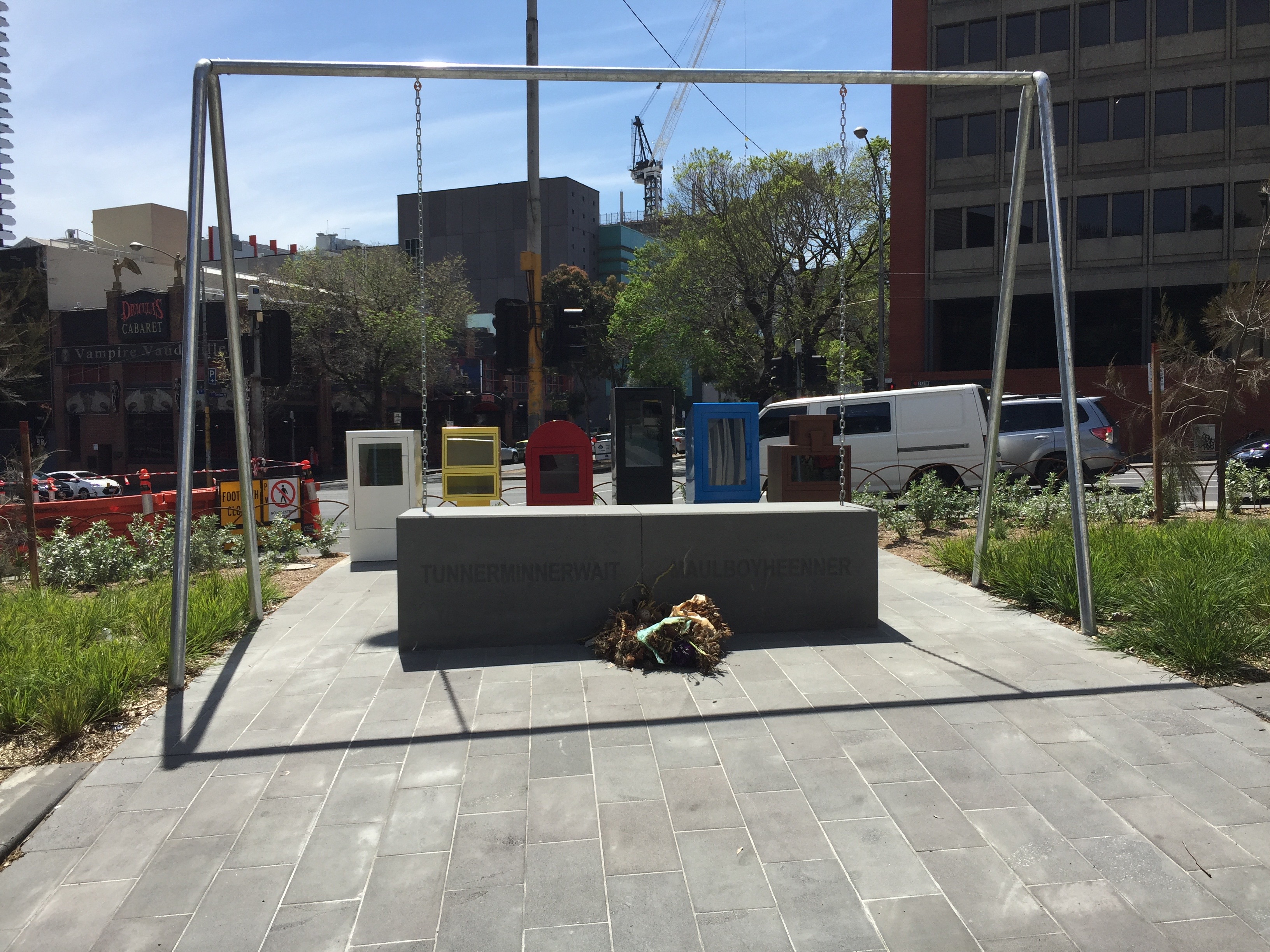
Mémorial dédié à Tunnerminnerwait et Maulboyheenner à Melbourne

- En 2008, le comité de commémoration de Tunnerminnerwait et Maulboyheenner a été créé pour organiser une commémoration annuelle sur le site de leur exécution[5],[8].
- Le marqueur public Tunnerminnerwait et Maulboyheenner existe sur le lieu d'exécution sur le site de la vieille prison de Melbourne . Le site Web contient des recherches historiques et des informations sur les artistes commandés pour le marqueur, l'artiste Brook Andrew, ainsi que Trent Walter[12].